# متلازمة كويتل
متلازمة كويتل هو مرض نادر جدًا من الأمرض الخلقية مع تقصر أصابع، وتكلس غضروفي منتشر (تكلس) في الغضروف، وتضيق رئوي طرفي، تشوهات في الوجه، وضعف سمعي. اسم المتلازمة يعود إلى المشخص الأول للمرض وهو الطبيب يورغن كوتل من غوتنجن في عام 1972.

## الانتشار
المرض يصيب أقل من شخص لكل 1.000.000 حتى الآن تم وصف حالة حوالي 30 من المرضى. توريث المرض هو على الأرجح متنحي.

## السبب
سبب المرض هو طفرات في جين ام جي بي (MGP-Gen) في الكرموزوم 12 (p12.3 )، الذي يشفر للبروتين Matrix-Gla.

## التشخيص
يمكن التكهن بوجود المرض اعتمادا على نتائج الأشعة السينية، التي يتضح فيها وجود تقلص في الأصابع.

## التشخيص التفريقي
يجب تمييز المرض عن الأمراض التالية: متلازمة الوارفرين الجنينية، والمرض النادر جدًا نقص عوامل التخثر المعتمدة في بنائها على فيتامين ك،  متلازمة كايبرت.